# Arten-Areal-Beziehung

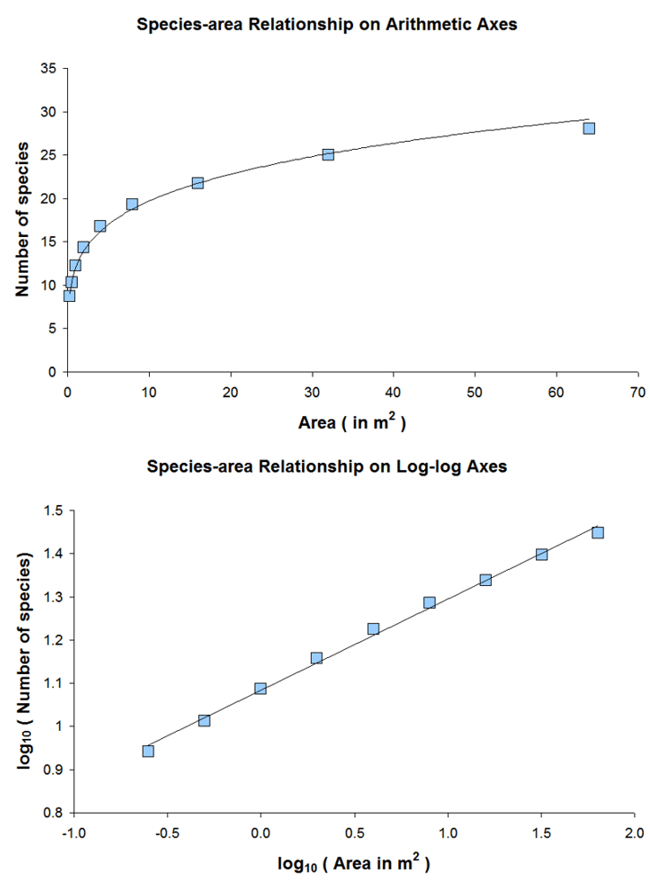
Die Art-Areal-Kurve eines zusammenhängenden Habitats

Die Arten-Areal-Beziehung, auch Artenzahl-Areal-Beziehung oder Arten-Flächen-Beziehung, ist in der Biologie der mathematische Zusammenhang zwischen der Größe von Arealen und der Zahl darauf lebender Arten. Meist nimmt die Artenzahl mit kleiner werdender Fläche ab (Arealeffekt). Die grafische Darstellung der Artenzahl in Abhängigkeit von der Flächengröße bezeichnet man als Art-Areal-Kurve oder Artenarealkurve.
Typisch ist eine zunächst steil ansteigende Art-Areal-Kurve, die dann zunehmend flacher wird. Geeignet logarithmierte Darstellungen von Art-Areal-Kurven sind oft näherungsweise eine Gerade – der Zusammenhang zwischen den beiden Größen lässt sich also durch eine Potenzfunktion beschreiben. In Gleichungsform, mit Artenzahl S, Flächeninhalt A und Konstanten c und z < 1, meist:
{\displaystyle S=cA^{z}}

Artenzahl der Herpetofauna (Amphibien und Reptilien) in Abhängigkeit von der Größe westindischer Inseln

Meist werden Arten-Areal-Beziehungen für eine Organismengruppe untersucht. Die Betrachtung der Beziehung über verschiedene, voneinander isolierte inselartige Areale hinweg (ozeanische Inseln, Sky Islands, fragmentierte Waldinseln, Lichtungen, Flächen mit andersartigen Bodentypen) ist Gegenstand der Inselbiogeographie. Einen zweiten Typ von Arten-Areal-Zusammenhängen stellt die Artenzahl in Abhängigkeit von der zunehmenden Größe einer zusammenhängenden Stichprobenfläche dar. Man spricht in diesem Fall auch von Festland-Arten-Areal-Beziehung.
Der Zusammenhang zwischen Inselgröße und Artenreichtum findet sich schon bei Reinhold Forster und Georg Forster in ihrem Bericht von der zweiten Südsee-Reise (1772–1775) mit James Cook formuliert:

„Islands produce only a greater or less number of species, as their circumference is more or less extensive.“

„Inseln bringen eine größere oder kleinere Artenzahl allein nach ihrer größeren oder kleineren Ausdehnung hervor.“

Im 19. Jahrhundert wurde die Erforschung der Zusammenhänge zwischen Artenzahl und Flächengröße ein wichtiges Forschungsfeld der Pflanzenökologie. Augustin-Pyrame de Candolle bestätigte 1820 die Beobachtung der Forsters, sah daneben auch Einflüsse durch Isoliertheit, Alter, Klima und Vulkanismus von Inseln. Hewett Watson stellte 1859 fest, dass kleine Stichprobenareale bereits nahezu die Hälfte aller Arten Britanniens enthielten. Ihm wird auch die erste Art-Areal-Kurve zugeschrieben. In den 1920er Jahren formulierten Olof Arrhenius, Sohn des bekannten schwedischen Physikers Svante Arrhenius, und Henry Allan Gleason mathematische Modelle. Einflussreiche Arbeiten von F. W. Preston sowie von Robert H. MacArthur und Edward O. Wilson in den 1960er Jahren dehnten die Untersuchung auf das Faunenreich aus. MacArthur und Wilson erklärten die Artenzahl von Inseln als Gleichgewicht aus Aussterben und Zuwanderung, wobei im Gleichgewicht größere Inseln eine größere Artenzahl beherbergen würden.
Es wird eine Vielzahl von Erklärungen für die genaue Form von Arten-Flächen-Zusammenhängen angeführt, darunter die – oft mit der Flächengröße korrelierende – Zahl der Habitattypen (Habitatdiversität), die Abgelegenheit inselartiger Habitate, Eigenschaften der betrachteten Organismengruppe, etwa deren Migrationsvermögen, oder die Art der Stichprobentnahme.
Arten-Areal-Beziehungen sind Untersuchungsgegenstand der Makroökologie und Biogeographie. Sie dienen der Identifikation, Erklärung und dem Vergleich von Mustern, der Extrapolation von Artenzahlen und Schätzungen über Artenverluste. In der Naturschutzbiologie werden sie in Fragen des Artenschutzes herangezogen, in der Paläontologie bei der Erklärung vergangener Aussterbeereignisse.